# Nippocryptus quadriannulatus
Nippocryptus quadriannulatus är en stekelart som först beskrevs av Johann Ludwig Christian Gravenhorst 1829.  Nippocryptus quadriannulatus ingår i släktet Nippocryptus och familjen brokparasitsteklar. Arten är reproducerande i Sverige. Inga underarter finns listade i Catalogue of Life.